# 9231 Shimaken
9231 Shimaken (tên chỉ định: 1997 BB2) là một tiểu hành tinh vành đai chính. Nó được phát hiện bởi Takao Kobayashi ở Ōizumi Observatory ở Ōizumi, Gunma Prefecture, Nhật Bản, ngày 29 tháng 1 năm 1997. Nó được đặt theo tên Shimaken, a research group led by Toshihiko Shimamoto thuộc Kyoto University.